# Атлетски рекорди Русије на отвореном за жене
Ово је списак атлетских рекорда Русије на отвореном за жене у свим дисциплинама, које воде Међународна асоцијација атлетских федерација ИААФ, Европска атлетска асоцијација ЕАА и Сверуска федерација лаке атлетике ВФЛА. Приказано је стање рекорда на дан 10. новембар 2024.
| Дисциплина       | Резултат | Име                                                                     | Датум               | Такмичење                            | Место, Држава                  | Напомене |
| ---------------- | --- | ----------------------------------------------------------------------- | ------------------- | ------------------------------------ | ------------------------------ | -------- |
| 100 м            | 10,77 (+0,9 м/с)                                                                                            | Ирина Привалова                                                         | 6. јул 1994.        | Аилетисима (митинг)                  | Лозана, Швајцарска             |          |
| 200 м            | 21,87 (0,0 м/с)                                                                                             | Ирина Привалова                                                         | 3. септембар 1987.  | Херкулес (митинг)                    | Монако, Монако                 |          |
| 300 м            | 35,78+ | Олга Назарова                                                           | 26. септембар 1988. | ЛОИ 1988.                            | Сеул Јужна Кореја              |          |
| 400 м            | 49,11 | Олга Назарова                                                           | 25. септембар 1988. | ЛОИ 1988.                            | Сеул Јужна Кореја              |          |
| 600 м            | 1:23,78 | Наталија Хрушчељова                                                     | 2. септембар 2003.  | Митинг                               | Лијеж, Белгија                 |          |
| 800 м            | 1:53,43 | Надежда Олизаренко                                                      | 27. јул 1980.       | ЛОИ 1980.                            | Москва, Совјетски Савез        |          |
| 1.000 м          | 2:28,98 СР                                                                                                  | Светлана Мастеркова                                                     | 23. август 1996     | Мем. Ван Даме                        | Брисел, Белгија                |          |
| 1.500 м          | 3:52,47 | Татјана Казанкина                                                       | 13. август 1980.    | Златна лига                          | Цирих, Швајцарска              |          |
| миља             | 4:12,56 СР                                                                                                  | Светлана Мастеркова                                                     | 14. август 1996.    | Мем. Ван Даме                        | Брисел, Белгија                |          |
| 2.000 м          | 5:28,72 | Татјана Казанкина                                                       | 4. август 1984.     |                                      | Москва, Совјетски Савез        |          |
| 3.000 м          | 8:22,62 | Татјана Казанкина                                                       | 26. август 1984.    |                                      | Москва, Совјетски Савез        |          |
| 5.000            | 14:23,72 | Лилија Шобухова                                                         | 19. јул 2008.       | Пр. Русије                           | Казањ, Русија                  |          |
| 5 км             | 15:15 | Јелена Романова                                                         | 13. јун 1993.       | Швајцер Фрауенлауф                   | Берн, Швајцарска               |          |
| 10.000 м         | 30:23,07 | Ала Жиљајева                                                            | 23. август 2003.    | СП 2003.                             | Париз, Француска               |          |
| 10 км            | 31:26 | Јелена Коробкина                                                        | 7. августт 2022.    |                                      | Санкт Петербург, Русија        | [ 1 ]    |
| 15 км            | 48:31 | Људмила Петрова                                                         | 8. август 1998.     |                                      | Москва, Русија                 |          |
| 20 км            | 1:05:48+ | Лилија Шобухова                                                         | 9. октобар 2011.    | Чикашки маратон                      | Чикаго, Сједињене Државе       | [ 2 ]    |
| Полумаратон      | 1:08:07 | Јелена Коробкина                                                        | 5. септембар 2021.  |                                      | Јарослав, Русија               |          |
| 25 км            | 1:22:08+ | Лилија Шобухова                                                         | 9. октобар 20011.   | Чикашки маратон                      | Чикаго, Сједињене Државе       | [ 3 ]    |
| 30 км            | 1:38:23+ | Лилија Шобухова                                                         | 9. октобар 2011.    | Чикашки маратон                      | Чикаго, Сједињене Државе       | [ 3 ]    |
| 35 км            | 1:54:49+ | Лилија Шобухова                                                         | 9. октобар 2011.    | Чикашки маратон                      | Чикаго, Сједињене Државе       | [ 3 ]    |
| 40 км            | 2:11:28+ | Лилија Шобухова                                                         | 9. октобар 2011.    | Чикашки маратон                      | Чикаго, Сједињене Државе       | [ 3 ]    |
| Маратон          | 2:20:47 | Галина Богомолова                                                       | 22. октобар 2006.   | Чикашки маратон                      | Чикаго, Сједињене Државе       | [ 1 ]    |
| Маратон          | 2:18:20* | Лилија Шобухова                                                         | 9. октобар 2011.    | Чикашки маратон                      | Чикаго, Сједињене Државе       | *        |
| 50 км            | 3:18,25 | Јелена Раздрогина                                                       | 21. април 2002.     |                                      | Черноголовка, Русија           | [ 1 ]    |
| 100 км           | 7:10:32 | Татјана Жиркова                                                         | 11. септембар 2004  | СП Ултрамаратон                      | Винсхотен, Холандија           | [ 1 ]    |
| 100 м препоне    | 12,26 (+1,7)                                                                                                | Људмила Нарожиленко                                                     | 6. јун 1992.        | Гран при Експо 92.                   | Севиља, Шпанија                | [ 1 ]    |
| 400 м препоне    | 52,34 | Јулија Печонкина                                                        | 10. август 2003.    | Пр. Русије                           | Тула, Русија                   | [ 1 ]    |
| 2.000 м препреке | 5:56,83 | Јекатерина Ивонина                                                      | 8. јул 2023.        |                                      | Чељабинск, Русија              |          |
| 3.000 м препреке | 8:58,81 | Гулнара Самитова-Галкина                                                | 17. август 2008.    | ЛОИ 2008.                            | Пекинг, Кина                   |          |
| Скок увис        | 2,07 | Ана Чичерова                                                            | 22. јул 2011.       | Пр. Русије                           | Чебоксари, Русија              | [ 6 ]    |
| Скок мотком      | 5,06 СР | Јелена Исинбајева                                                       | 28. август 2009     | Златна лига                          | Цирих, Швајцарска              | [ 7 ]    |
| Скок удаљ        | 7,52 СР(+1,4 м/с                                                                                            | Галина Чистјакова                                                       | 11. јул 1988        | Меморијал Браће Знаменски            | Лењинград, Совјетски Савез     | [ 8 ]    |
| Троскок          | 15,34 (-0,5 м/с)                                                                                            | Татјана Лебедева                                                        | 4. јули 2004.       | Гран при                             | Хераклион, Грчка               |          |
| Бацање кугле     | 22,63 СР | Наталија Лисовска                                                       | 7. јул 1987.        | Меморијал Браће Знаменски            | Москва, Совјетски Савез        |          |
| Бацање диска     | 73,28 | Галина Савинкова                                                        | 9. септембар 1984.  | Пр. СССР                             | Доњецк, Совјетски Савез        |          |
| Бацање кладива   | 78,51 | Татјана Лисенко                                                         | 5. јул 2012.        |                                      | Чебоксари, Русија              |          |
| Бацање кладива   | 78,80* | Татјана Лисенко                                                         | 15. август 2006.    | СП 2013.                             | Москва Русија                  | *        |
| Бацање копља     | 70,53 | Марија Абакумова                                                        | 1. септембар 2013.  | ИСТАФ                                | Берлин, Немачка                |          |
| Бацање копља     | 71,99* | Марија Абакумова                                                        | 2. септембар 2011.  | СП 2011.                             | Тегу, Јужна Кореја             | *        |
| Седмобој         | 7.007 | Лариса Турчинска                                                        | 10-11. јун 1989.    | Пр. СССР                             | Брјанск, СССР                  |          |
| Седмобој         | 13,40 (100 м препоне), 1,89 (вис), 16,45 (кугла), 23,97 (200 м), 6,73 (даљ), 53,94 (копље), 2:15,31 (800 м) |                                                                         |                     |                                      |                                |          |
| 5.000 м ходање   | 20:28,05 | Татјана Камјакова                                                       | 12. јул 2007.       | СП U18                               | Острава, Чешка                 |          |
| 5 км ходање      | 20:16 | Јелена Николајева                                                       | 14. јун 2003.       |                                      | Краков, Пољска                 | [ 1 ]    |
| 10.000 м ходање  | 41:56,26 | Надежда Рјашкина                                                        | 24. јул 1990.       |                                      | Сијетл, Сједињене Државе       |          |
| 10.000 м ходање  | 41:45,84*                                                                                                   | Елвира Хасанова                                                         | 3. август 2019.     |                                      | Чебоксари, Русија              | *        |
| 10 км ходање     | 41:04 | Јелена Николајева                                                       | 20. април 1996.     | Руско првенство у брзом ходању 1996. | Сочи, Русија                   |          |
| 20.000 м ходање  | 1:26:52,3                                                                                                   | Олимпијада Иванова                                                      | 6. септембар 2001.  |                                      | Бризбејн, Аустралија           |          |
| 20 км ходање     | 1:24,47 | Елмира Алембекова                                                       | 27. фебруар 2015.   | Руско првенство у брзом ходању 2015. | Сочи, Русија                   | [ 11 ]   |
| 20 км ходање     | 1:23:39* | Јелена Лашманова                                                        | 9. јун 2018.        |                                      | Чебоксари, Русија              | *        |
| 35 км ходање     | 2:38:24 | Клавдија Афанасијева                                                    | 18. фебруар 2019.   |                                      | Сочи, Русија                   |          |
| 35 км ходање     | 2:37:11* | Клавдија Афанасијева                                                    | 21. мај 2023.       |                                      | Чељабинск, Русија              | *        |
| 50 км ходање     | 3:57:08* | Клавдија Афанасијева                                                    | 15. јун 2019.       | Руско првенство у брзом ходању 2019. | Чебоксари, Русија              | *        |
| 50 км ходање     | 3:50:42* | Јелена Лашманова                                                        | 5. септембар 2020.  |                                      | Саранск, Русија                | *        |
| 4 х 100 м        | 41,49 | Олга Богословска Галина Малчугина Наталија Помошчникова Ирина Привалова | 22. август 1993.    | СП 1993.                             | Штутгарт, Немачка              |          |
| 4 х 200 м        | 1:31,49 | Јулија Сотникова Марина Жирова Јелена Мизера Зоја Соколова              | 5. јун 1993.        | Европске штафете                     | Портсмут, Уједињено Краљевство |          |
| 4 х 400 м        | 3:18,38 | Јелана Рузина Татјана Алексејева Маргарита Пономарјова Ирина Привалова  | 22. август 1993.    | СП 1993.                             | Штутгарт, Немачка              |          |
| 4 x 800 м        | 7:56,6 | Зоја Ригел Љубов Гуруна Јекатерина Подкопајева Татјана Мишкел           | 8. септембар 1980.  | Пр. СССР                             | Доњецк, Совјетски Савез        |          |

- = пролазно време у дужој трци